# Erich Haupt
Karl Friedrich Erich Haupt (* 8. Juli 1841 in Stralsund; † 19. Februar 1910 in Halle (Saale)) war ein evangelischer Theologe.
Haupt studierte von 1858 bis 1861 an der Universität Berlin, wurde 1861 Gymnasiallehrer in Kolberg und 1866 in Treptow a. d. Rega. 1878 wurde er als ordentlicher Professor der neutestamentlichen Exegese an die Universität Kiel berufen, wechselte 1882 an die Universität Greifswald und 1888 an die Universität Halle. 1888 amtierte er als Rektor in Greifswald, 1902 in Halle. Seine wichtigste wissenschaftliche Leistung ist die Weiterführung des Kritisch-exegetischen Kommentars über das Neue Testament.
Haupt war Mitglied der Generalsynode der evangelischen Landeskirche in Preußen und gehörte dort der von Willibald Beyschlag geführten und als „Mittelpartei“ bezeichneten „Evangelischen Vereinigung“ an. Ab 1902 war er Mitglied des Magdeburger Provinzialkonsistoriums. 1900–1908 amtierte er als Vorsitzender des Gustav-Adolf-Verein in der Kirchenprovinz Sachsen und gehörte auch dem Zentralvorstand des Gustav-Adolf-Vereins an. Ferner wirkte er im Vorstand des Evangelischen Bundes zur Wahrung der deutsch-protestantischen Interessen (heute Evangelischer Bund). 1901–1908 gab er die „Deutsch-evangelischen Blätter“, das Organ der „Evangelischen Vereinigung“, heraus. Er war Mitglied des Vereins für Reformations-Geschichte.
Während seines Studiums in Berlin wurde er Mitglied der christlichen Studentenverbindung Berliner Wingolf, während seines Aufenthalts in Greifswald wurde er Mitglied im Greifswalder Wingolf, bevor er auch in seinem letzten Wohnort das Band des Hallenser Wingolf aufnahm.
Haupt starb 1910 in Halle. Seine letzte Ruhestätte befindet sich auf dem Laurentius-Friedhof.

## Schriften (Auswahl)
- Ueber die Berührungen des a. T. mit der Religion Zarathustras 1867 (Digitalisat)
- Der erste Brief des Johannes. Ein Beitrag zur biblischen Theologie. Jancke u. a., Kolberg u. a. 1869, (Digitalisat).
- Zur Würdigung einiger Citate im Ev. Matthäi 1870 (Digitalisat)
- Die alttestamentlichen Citate in den vier Evangelien Jancke u. a., Kolberg u. a. 1871, (Digitalisat).
- Der Beruf des deutschen Gymnasiums : Schulrede.1873 (Digitalisat)
- Die Kirche und die theologische Lehrfreiheit. Homann, Kiel 1881.
- Zum Verständnis des Apostolats im Neuen Testament. Niemeyer, Halle a. S. 1896.